# Noel Jones
Noel Jones (ur. 31 stycznia 1950) – amerykański duchowny zielonoświątkowy. Jest pastorem kościoła City of Refuge Church w Gardena, w Kalifornii, który dawniej nazywał się Greater Community Church Bethany i liczy 17.000 członków.

## Życiorys
Urodził się w Spanish Town na Jamajce jako jedno z siedmiorga dzieci Marjorie Nell (z domu Williams) i Roberta Winstona Jonesa. Jego siostra to piosenkarka, aktorka i modelka Grace Jones. Wychowywał się w wierze zielonoświątkowców, co noc brał udział w spotkaniach modlitewnych i czytaniach biblijnych. W 1965 wraz z rodziną przeprowadził się do Syracuse, gdzie jej ojciec pracował jako robotnik rolny, dopóki duchowe doświadczenie podczas nieudanej próby samobójczej zainspirowało go do zostania ministrem zielonoświątkowym. 
W wieku 19 lat otrzymał powołanie do posługi. Uczęszczał do St. Jago High School, a następnie uzyskał tytuł licencjata z teologii w Aenon Bible Collegew Indianapolis, po czym studiował w International Circle of Faith. 
Później zdobył doktorat z Międzynarodowego Kręgu Wiary (International Circle of Faith). W wieku 26 lat przyjął swoją posługę jako pastor w Bethel Temple of Longview w Longview w Teksasie.
W 1994 objął stanowisko w Greater Bethany Community Church w South Los Angeles. Angielska reżyserka Sophie Fiennes nakręciła film dokumentalny o biskupie Jonesie i kościele Hoover Street Revival, który miał swoją festiwalową premierę w 2002. Rosnące członkostwo doprowadziło do nowego obiektu w Gardena, w Kalifornii i nowej nazwy, Miasta Schronienia. W międzyczasie, telewizyjny show Jonesa Fresh Oil zaczął emitować cotygodniowo w różnych sieciach kablowych, w tym BET, The Church Channel i Inspiration Network.
W 2007 debiutował albumem Welcome to the City, który trafił na listę Billboard 200 i stał się numerem jeden na liście Billboard Top Gospel Albums.